# 青江ひとみ
青江ひとみ（あおえひとみ、本名：八反英一、1951年9月8日 - ）は、日本の作詞家・作曲家。宮崎県小林市出身。

## プロフィール
歌謡同人誌「新歌謡界」の会員として高校生の頃から本格的に作詞を学んだ。卒業後は、音楽大学への進学を志していたが中学三年生で始めたピアノの技量がその実技試験のレベルに遠く及ばぬ現実に直面し断念せざるを得なかった。その後、昼間は大手芸能プロで新人歌手のレッスン担当教師、夜間は主に銀座や新宿のナイトクラブでピアノの弾き語りなどのアルバイトで生活費を稼ぎながら、合間に作品を作り、コロムビアレコード、テイチクレコード、日本クラウン、CBSソニー等、各レコード会社へ売り込みに通う日々を過ごした。この時、銀座ホステスと客との間で盛んに使われた『貴方まかせのよるだから・・』という流行り言葉が後のヒット曲のフレーズのヒントとなっている。1971年に徳間音楽工業からリリースされた都会調のデュエット曲「あなたまかせの夜だから」がヒットする。1980年、国内におけるガールズバンドの先駆者的存在であった『J・ロネッツ』を擁するロック系音楽事務所「POP（上谷英樹代表）」に制作担当要員として就任し、当時、黎明期であったマイナーレーベル・ビジネスへの参加をめざし、『エルムレコード』を設立した。1987年、南池袋にかつて存在した学校法人「東京レコーディングスクール」からの要請を受けて、同校のプロダクション部門である『プロフェッショナル・オフィス』に制作担当役員として就任する。1988年に同校の経営破綻をきっかけとして、当時親交のあったタイ王国の著名音楽プロデューサーMR.PAT（THAI CAST）の奨めと助力もあり、活動拠点を同国に移す決意をした。現地で人気のあったロックバンド「バッドガイズ」への楽曲提供（タイ語歌詞など）や、若手ソングライターへのDTMの指導、人気女優への歌唱指導、カラオケDVD制作指導など音楽に関わることなら何でも引き受け、慣れぬ異国での糧を得た。2000年、個人的事情で帰国。直後に、現役の医師でありながら、こつこつと芸能活動を続けているドクター林と知り合い、同氏のプロモートを主目的とした芸能プロ「ドクター林事務所」を設立、取締役に就任することで、国内業界復帰を果たした。

## 親交関係
元クラウンレコードの元専属作詞家八反ふじをは実父、元クラウンレコード専属歌手八田富子は実妹、J-POPシンガーの八反安未果は姪。
ソウルシンガー宇多田ヒカルの母である演歌歌手藤圭子を世に送り出した作詞家・プロデューサー石坂まさをは、作詞同人誌新歌謡界の先輩として親交があり、同氏が藤圭子 のプロモートのためにかつて設立した新宿区花園町の「石坂まさを音楽事務所」では、新曲キャンペーンでスタッフの一員として参加したこともある。1990年、活動拠点を外国に移したことが理由で親交は暫く途絶えたが、2000年に帰国してから、交流を再開。2013年に同氏が亡くなる直前まで続いた。

## 主な作品
- あなたまかせの夜だから／大木英夫・二宮善子
- あなたと私の街だから／大木英夫・二宮善子
- 夕陽のふるさと／大木英夫・二宮善子
- 兄妹ものがたり／大木英夫・二宮善子
- センチメンタル東京／大木英夫・二宮善子
- 新橋音頭／二宮善子
- 小さなさよなら／八田富子
- 山国川慕情（作曲）／笹みどり
- 釜山の恋／（作曲）／

- アンニョン東京（作曲）／ジャンボリー・シスターズ
- 愛の墓標／（作曲）
- OIRAN（作曲）／OIRAN
- サワッディー東京（作詞作曲）／OIRAN
- DUMP MATSUMOTO／BAD GUYS（タイ国内発売）
- 健康げらげら音頭（作曲）／ドクター林

（かつしかFM「ドクター林の健康げらげらクリニック」オープニング曲）
- お医者サンバ（作曲）／ドクター林

（かつしかFM ドクター林の健康げらげらクリニック」エンディング曲）
新橋音頭（作詞）／二宮善子
宮崎県の市町村歌一覧
- 三股町ばやし（作曲）
- 三股町讃歌（作曲）

## その他
- 日本音楽著作権協会会員
- 日本作詩家協会会員
- 日本歌謡文化振興会特別相談役
- 日タイ交流協会事務局長